# 松平近義
松平 近義（まつだいら ちかよし）は、江戸時代後期の大名。豊後国府内藩の第7代藩主。官位は従五位下・主膳正。親清流大給松平家11代。

## 略歴
明和7年（1770年）4月1日、第5代藩主・松平近形の三男として誕生した。文化元年（1804年）12月6日、兄で6代藩主の近儔の隠居に伴い家督を継いだ。12月15日に従五位下、主膳正に叙位・任官した。しかし、近儔の次男の近訓が成長するまでのつなぎ的な存在に過ぎず、藩政の実権は近儔が握っていた。
文化4年（1807年）8月27日、参勤交代中に駿河国の岡部で急死した。享年38。跡を近訓が継いだ。

## 系譜
父母
- 松平近形（実父）
- 松平近儔（養父）

養子
- 松平近訓 ー 松平近儔の次男